# Theridion ursoi
Theridion ursoi är en spindelart som beskrevs av Lodovico di Caporiacco 1947. Theridion ursoi ingår i släktet Theridion och familjen klotspindlar.
Artens utbredningsområde är Etiopien. Inga underarter finns listade i Catalogue of Life.